# Unité urbaine de Quimper
L'unité urbaine de Quimper est une unité urbaine française centrée sur Quimper, préfecture du département du Finistère, au cœur de la sixième agglomération de la Bretagne.

## Données générales
Dans le zonage réalisé par l'Insee en 1999, l'unité urbaine était composée de quatre communes.
Dans le zonage réalisé en 2010, l'unité urbaine était composée des quatre mêmes communes, toutes situées dans le département du Finistère, plus précisément dans l'arrondissement de Quimper.
Dans le nouveau zonage réalisé en 2020, elle est composée de trois communes, la commune de Plomelin constituant désormais une unité urbaine distincte.
En 2022, avec 77 335 habitants, elle représente la 2e unité urbaine du département du Finistère, étant distancée par l'unité urbaine de Brest qui se classe au 1er rang départemental et elle occupe le 6e rang dans la région Bretagne.
En 2022, sa densité de population s'élève à 494 hab/km2. Par sa superficie, elle ne représente que 2,3 % du territoire départemental mais, par sa population, elle regroupe 8,33 % de la population du département du Finistère.

## Composition 2020 de l'unité urbaine
Elle est composée des trois communes suivantes :
| Nom                    | Code Insee | Département | Statut       | Superficie (km2) | Population (dernière pop. légale) | Densité (hab./km2) | Modifier                                    |
| ---------------------- | ---------- | ----------- | ------------ | ---------------- | --------------------------------- | ------------------ | ------------------------------------------- |
| Quimper (ville-centre) | 29232      | Finistère   | ville-centre | 84,45            | 64 530 (2022)                     | 764                | modifier les données · modifier les données |
| Ergué-Gabéric          | 29051      | Finistère   | banlieue     | 39,87            | 8 576 (2022)                      | 215                | modifier les données · modifier les données |
| Pluguffan              | 29216      | Finistère   | banlieue     | 32,09            | 4 229 (2022)                      | 132                | modifier les données · modifier les données |

## Évolution démographique
| 1968   | 1975   | 1982   | 1990   | 1999   | 2006   | 2011   | 2016   | 2022   |
| ------ | ------ | ------ | ------ | ------ | ------ | ------ | ------ | ------ |
| 56 956 | 62 130 | 65 693 | 69 192 | 73 318 | 75 716 | 74 995 | 75 596 | 77 335 |

#### Données générales
- Unité urbaine en France
- Aire d'attraction d'une ville
- Liste des unités urbaines de France

#### Données démographiques en rapport avec l'unité urbaine de Quimper
- Aire d'attraction de Quimper
- Arrondissement de Quimper

#### Données démographiques en rapport avec le Finistère
- Démographie du Finistère